# Breitungen/Werra

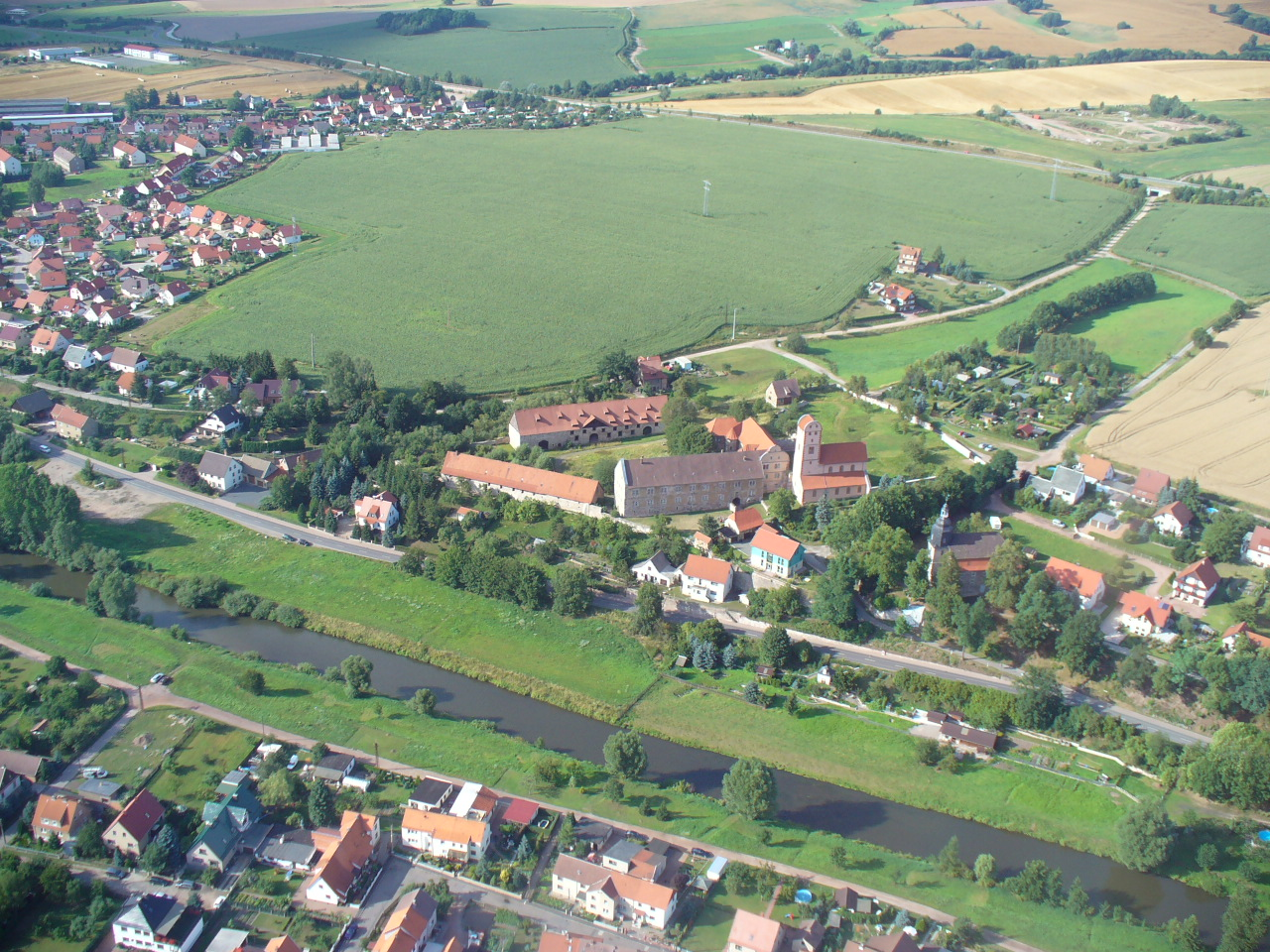
Burghügel von Breitungen/Werra in einer Luftaufnahme

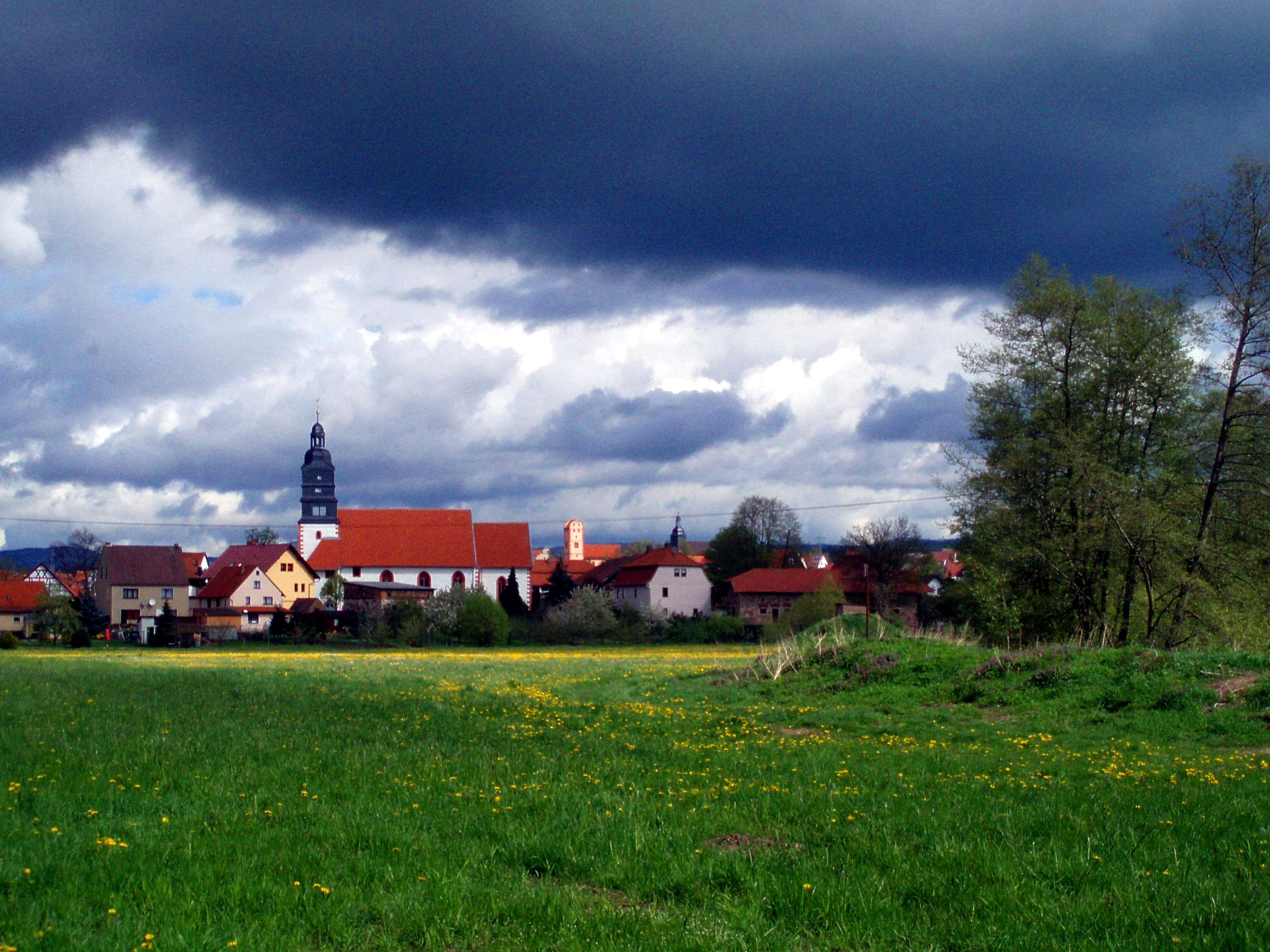
Blick auf Breitungen

Breitungen/Werra ist eine Gemeinde im Landkreis Schmalkalden-Meiningen in Thüringen (Deutschland), zu der die Ortsteile Altenbreitungen, Bußhof, Craimar, Farnbach, Frauenbreitungen, Grumbach, Herrenbreitungen, Knollbach, Neuhof und Winne gehören.

## Geografie
Breitungen liegt an der Werra zwischen Thüringer Wald und Rhön und ist erfüllende Gemeinde für die Gemeinden Fambach, Rosa und Roßdorf. Zum Ort gehören weiterhin sieben sogenannte Höfe, die etwas außerhalb liegen und aus den Ansiedlungen mehrerer Gehöfte bestehen: Winne, Bußhof, Knollbach, Craimar, Grumbach, Neuhof und Farnbach.

## Geschichte
Erstmals urkundlich erwähnt wurde der Ort 933 als bretinga und entstand an einer wichtigen Werra-Furt. Die Siedlung umfasste damals ein Gebiet von 280 Quadratkilometern. Mit dieser Größe, dem Verwaltungssitz des Gerichts und der Mutterkirche war Breitungen im 10. Jahrhundert politischer und kultureller Mittelpunkt der Region. Aus drei Siedlungskernen ist der Ort Breitungen zusammengewachsen, der heute noch in drei Ortsteile gegliedert wird:
- Altenbreitungen, gelegen am linken und rechten Werraufer, ist der älteste Teil Breitungens und entstand aus einer von Alemannen gegründeten Siedlung.
- Frauenbreitungen, gelegen am linken Ufer der Werra, wurde als Königsbreitungen, einer fränkischen Villa, gegründet. 1150 wurde hier ein Augustinerinnenkloster gegründet, das bis 1528 bestand. Nach Gründung dieses Nonnenklosters wurde der Ort zu Frauenbreitungen umbenannt.
- Herrenbreitungen entstand gleichzeitig mit der Gründung der königlichen Villa in Frauenbreitungen auf dem Hügel am rechten Werraufer durch eine Königspfalz (Burg), die dem Ortsteil vorerst den Namen Burgbreitungen verlieh. Nach der Zerstörung im 10. Jahrhundert gründete Pfalzgraf Siegfried von Orlamünde ein Benediktinerkloster, und so wurde Burgbreitungen zu Herrenbreitungen.

Frauen- und Herrenbreitungen, um 1300 zu Lehen des Klosters Hersfeld geworden, wurden nach Aufhebung der Klöster in der Reformation als Vogtei und als Amt von Henneberger Grafen und Meininger Fürsten regiert. Der Henneberger Graf Poppo XII. ließ nach 1560 unter Einbeziehung baulicher Reste des aufgehobenen Klosters ein neues Renaissance-Schloss errichten. Im Jahr 1583 erlosch das Henneberger Geschlecht, und die Landgrafschaft Hessen-Kassel wurde Besitzer von Schloss Herrenbreitungen und dem Amt Herrenbreitungen. Im Dreißigjährigen Krieg wurde das Schloss beschädigt, die originale Bausubstanz aus dem 16. Jahrhundert blieb aber in großen Teilen erhalten. Im 18. und 19. Jahrhundert diente das Schloss als Justizamt, Gefängnis und Rentamt.

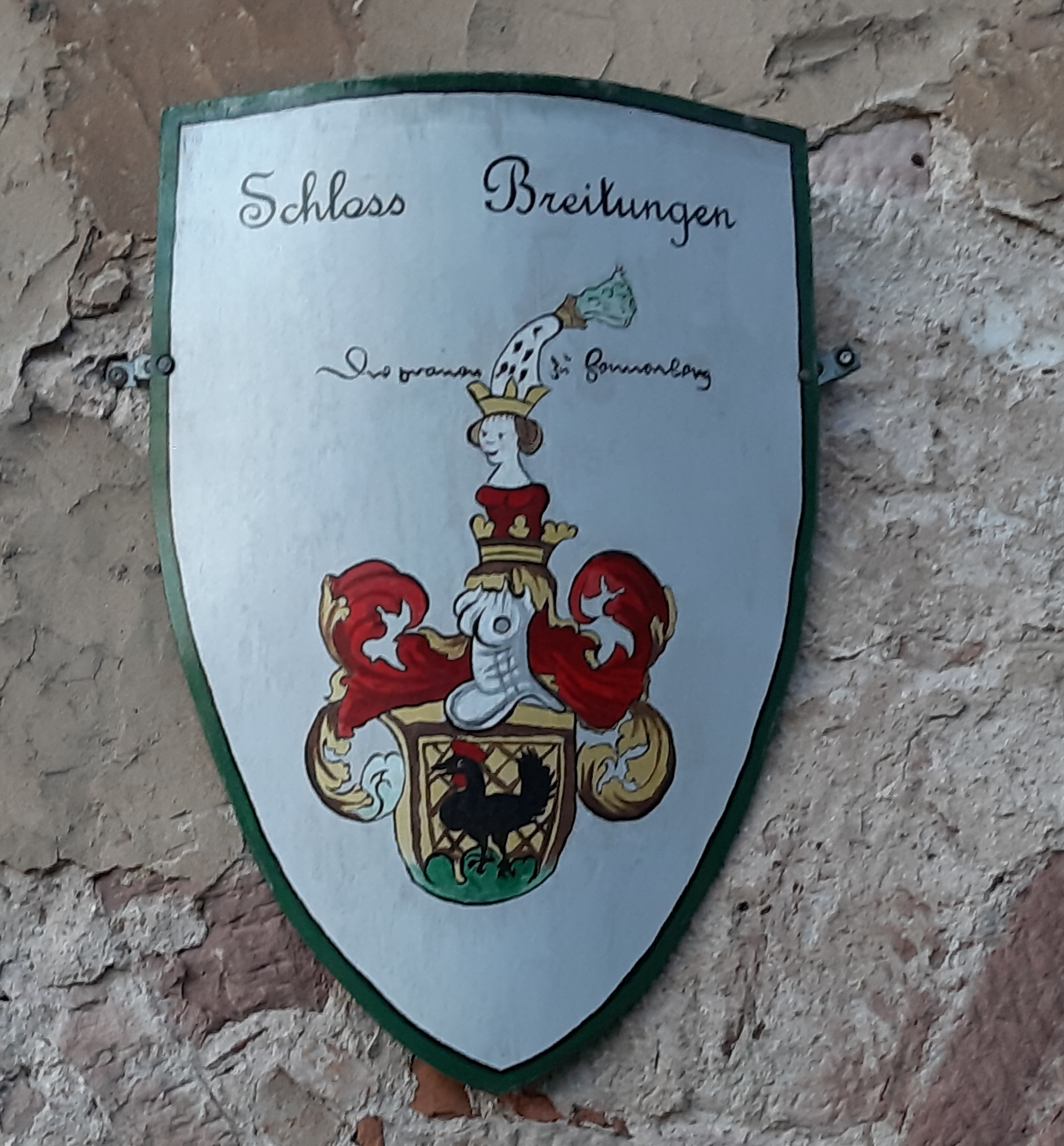
Wappen des Renaissance-Schloss Breitungen

Die Ortsteile Frauen- und Altenbreitungen gehörten ehemals zu Sachsen-Meiningen (Amt Frauenbreitungen), der Ortsteil Herrenbreitungen zu Hessen-Kassel (Amt Herrenbreitungen der Herrschaft Schmalkalden). Während Frauen- und Altenbreitungen schon immer politisch eine Einheit bildeten, verschmolzen erst 1950 alle drei Ortsteile zum Dorf Breitungen (Werra).
Während des Zweiten Weltkrieges mussten etwa 1740 Kriegsgefangene sowie Frauen und Männer aus den von Deutschland besetzten Ländern Zwangsarbeit verrichten: in der Metallwarenfabrik Scharfenberg & Teubert GmbH in der Poststraße und Eisenacher Straße, in der Firma Heller & Söhne, im Sägewerk, auf dem Rittergut Farnbach. Auf dem Friedhof von Frauenbreitungen wurden zahlreiche Opfer von Zwangsarbeit aus Breitungen sowie aus Allendorf bei Bad Salzungen, Kaltenborn und Wernshausen beigesetzt. An sie erinnert dort ein Denkmal.
Das Renaissance-Schloss war im Zweiten Weltkrieg mit Evakuierten aus Luftkriegsgebieten und ab 1945 über Jahrzehnte mit Flüchtlingen und Vertriebenen aus den Ostgebieten belegt.
Am 1. Juli 1950 wurde die bis dahin eigenständige Gemeinde Herrenbreitungen eingegliedert.
Von 1993 bis 1996 war Breitungen/Werra Mitgliedsgemeinde und Sitz der Verwaltungsgemeinschaft Werratal. Mit Auflösung dieser wurde die Gemeinde erfüllende Gemeinde für die anderen zwei Mitgliedsgemeinden Fambach und Heßles sowie für Rosa und Roßdorf. Die zwei zuletzt genannten Gemeinden gehörten der gleichzeitig aufgelösten Verwaltungsgemeinschaft Vorderrhön an. Heßles wurde am 1. Dezember 2008 nach Fambach eingemeindet.

## Einwohnerentwicklung
Entwicklung der Einwohnerzahl (31. Dezember):
| - 1994: 5724 - 1995: 5666 - 1996: 5722 - 1997: 5693 - 1998: 5634 - 1999: 5557 - 2000: 5508 - 2001: 5454 - 2002: 5382 - 2003: 5332 | - 2004: 5299 - 2005: 5240 - 2006: 5213 - 2007: 5152 - 2008: 5062 - 2009: 5003 - 2010: 4910 - 2011: 4886 - 2012: 4869 - 2013: 4826 | - 2014: 4815 - 2015: 4808 - 2016: 4816 - 2017: 4768 - 2018: 4763 - 2019: 4759 - 2020: 4695 - 2021: 4636 - 2022: 4479 - 2023: 4423 | - 2024: 4394 |

 Datenquelle: Thüringer Landesamt für Statistik
Die Einwohner von Breitungen sind in den benachbarten Ortschaften auch als die Breitcher Sandhasen bekannt. Die spezifischen Namensgebungen sind für diese Region sehr typisch. Der Hintergrund dieser Bezeichnungen ist noch nicht ganz geklärt. Jedenfalls gehören sie ethnologisch zu den joking relationships und sind in Deutschland als Ortsnecknamen verbreitet.

## Religion
43 % der Bevölkerung gehören einer evangelischen Landeskirche an, 2 % der katholischen Kirche.
Die lutherische Marienkirche in Frauenbreitungen gehört zum Kirchenkreis Bad Salzungen-Dermbach der Evangelischen Kirche in Mitteldeutschland, die Michaelskirche in Herrenbreitungen hingegen zum Kirchenkreis Schmalkalden der unierten Evangelische Kirche von Kurhessen-Waldeck.

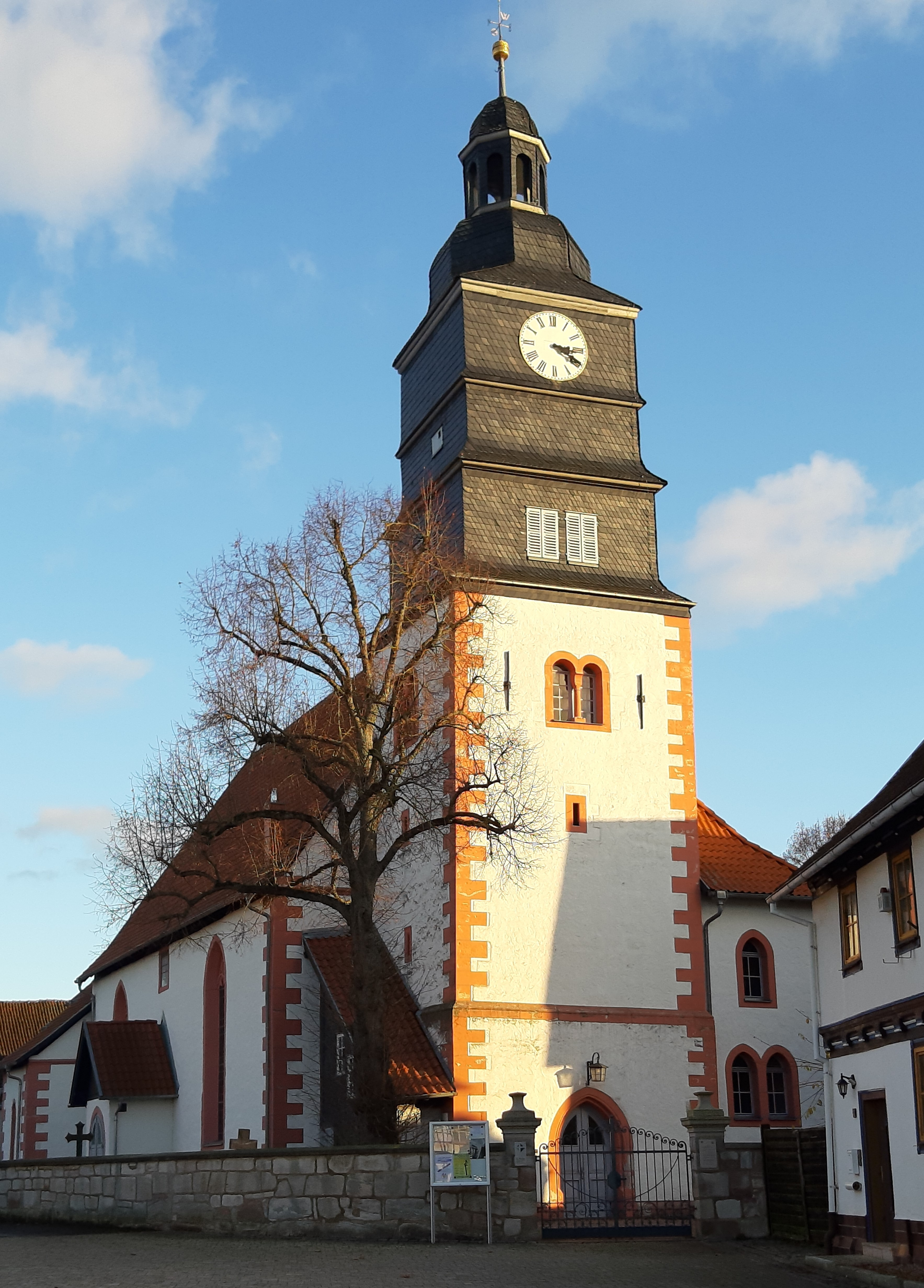
St. Marienkirche am Marktplatz in Frauenbreitungen

Die wenigen Katholiken gehören zur Pfarrei St. Andreas (Bad Salzungen). Nächste Filialkirche ist St. Kilian (Bad Liebenstein), nachdem 2012 die Gottesdienste in der Kapelle im Engelshof in Frauenbreitungen eingestellt wurden.
Des Weiteren existiert in Breitungen die Borntalkapelle, die zum Kirchenbezirk Sachsen-Thüringen der Selbständigen Evangelisch-Lutherischen Kirche gehört.

## Politik

### Bürgermeister
Seit der Kommunalwahl am 15. Juli 2012 ist Ronny Römhild (parteilos, von SPD aufgestellt) Bürgermeister der Gemeinde Breitungen/Werra. Er erlangte mit 51,1 % der Stimmen bereits im ersten Wahlgang den Posten des hauptamtlichen Bürgermeisters. Am 15. April 2018 wurde Römhild mit 89,7 % der Stimmen erneut im Amt bestätigt. Bei dieser Wahl trat er als einziger zugelassener Wahlvorschlag zur Wahl des Bürgermeisters an. Er bekleidet dazu auch das Amt des Gemeinschaftsvorsitzenden für die Gemeinden Fambach, Rosa und Roßdorf, für welche die Erfüllende Gemeinde Breitungen/Werra die Verwaltungsaufgaben übernimmt.

### Gemeinderat
Der Gemeinderat setzt sich seit der Wahl 2014 aus 16 ehrenamtlichen Ratsmitgliedern zusammen, nachdem er zuvor 20 Mitglieder umfasste.
Die Kommunalwahl vom 2019 führte bei einer Wahlbeteiligung von 57,8 % zu folgendem Ergebnis:
| Partei / Liste                 | Stimmenanteil | Sitze |
| SPD                            | 33,2 %        | 5     |
| Bürgerfreunde Breitungen e. V. | 22,4 %        | 4     |
| CDU                            | 21,1 %        | 3     |
| BfB                            | 16,7 %        | 3     |
| Die Linke                      | 6,6 %         | 1     |

### Wappen
| Wappen von Breitungen/Werra | Blasonierung: „Im Göpelschnitt vorn in Gold fünf mit einer grünen Ranke belegte schwarze Balken, hinten auf blauem Grund ein aufgerichteter von Rot und Silber neunmal geteilter Löwe und in der Spitze auf grünem Grund eine golden besamte, silberne Seerose.“ |
| Wappen von Breitungen/Werra | Wappenbegründung: Das Wappen weist mit der Darstellung des sächsischen Rautenbandes auf die jahrhundertelange ehemalige Zugehörigkeit der Ortsteile Frauen- und Altenbreitungen zu Sachsen-Meiningen und mit dem hessisch-thüringischen Löwen auf die des Ortsteiles Herrenbreitungen zu Hessen hin. Die Seerose auf dem grünen Feld symbolisiert die vorrangige Bedeutung des Naturschutzes für die gewässerreiche Landschaft um Breitungen. Das Gemeindewappen von Breitungen wurde vom Breitunger Bürger Hubert Rockenberger entworfen und als Ergebnis einer öffentlichen Ausschreibung am 28. Februar 1991 vom Hauptausschuss der Gemeindevertretung zum offiziellen Wappen der Gemeinde Breitungen vorgeschlagen. |

### Gemeindepartnerschaften
- Partnergemeinden: Petersberg bei Fulda, Cisek (Polen)

## Kultur und Sehenswürdigkeiten

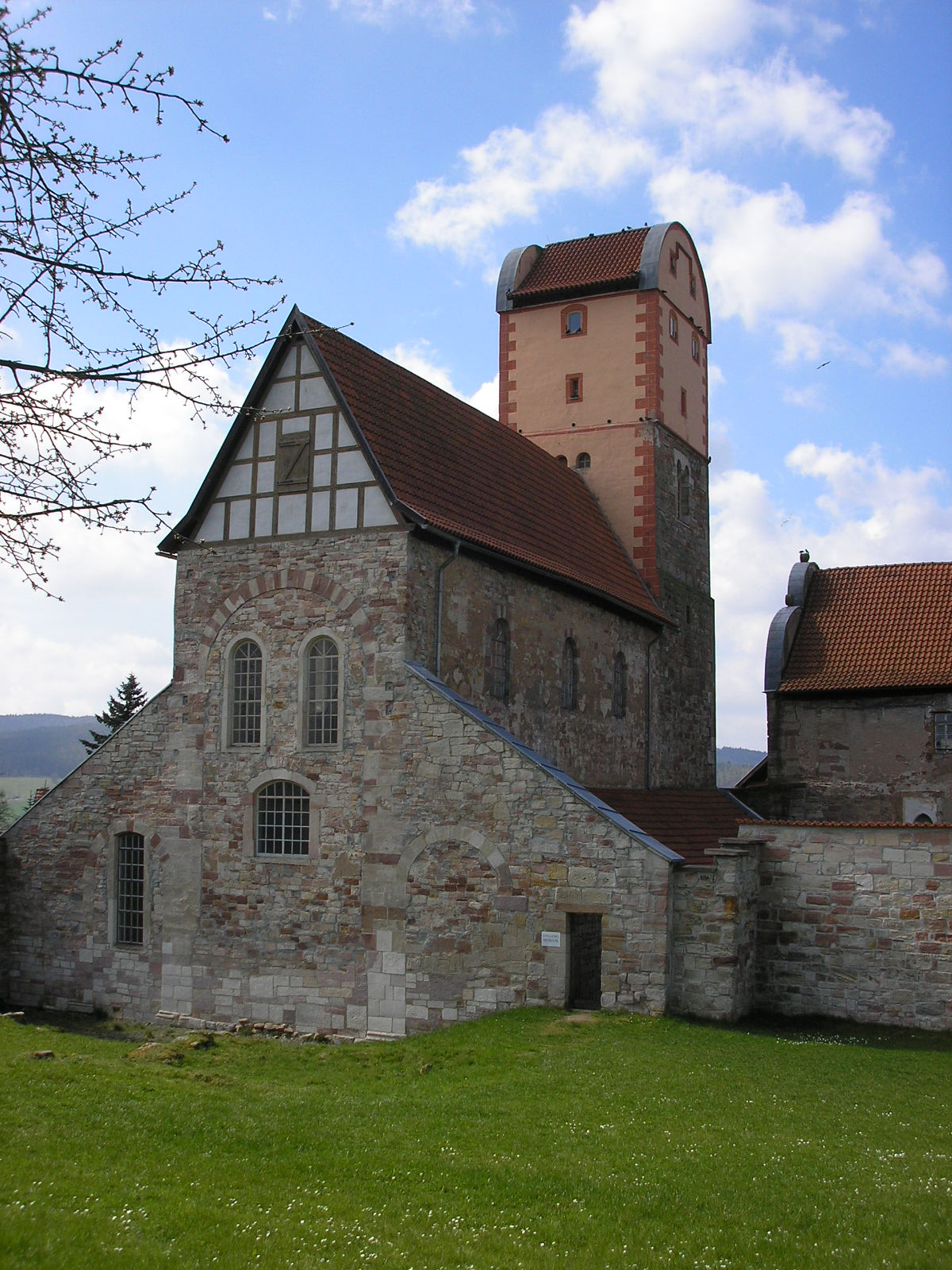
Klosterkirche Herrenbreitungen

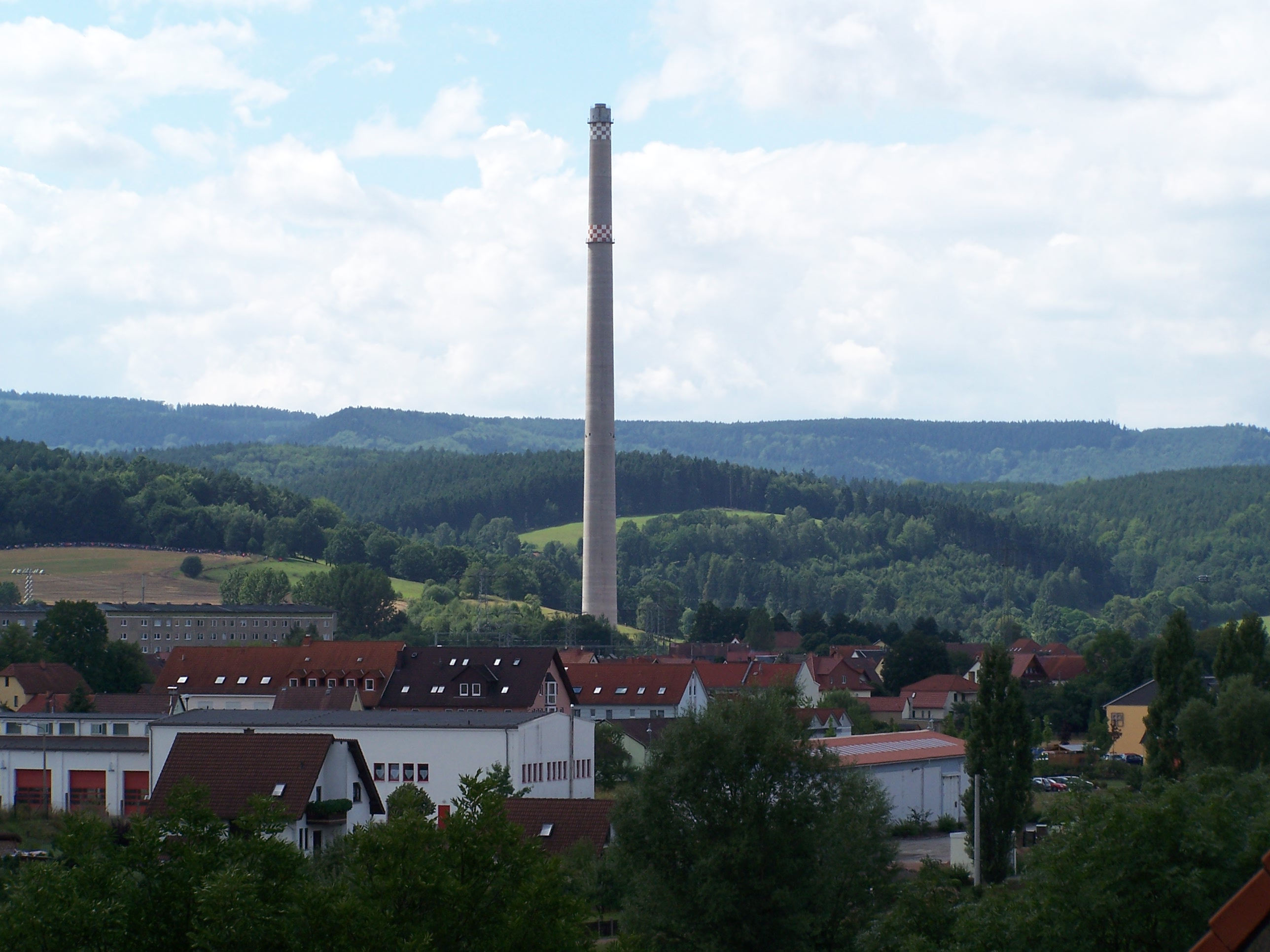
Der Schornstein von Breitungen kurz vor der Sprengung

### Bauwerke
- Schloss Breitungen

Der Henneberger Graf Poppo XII. ließ nach 1560 unter Einbeziehung baulicher Reste des aufgehobenen Klosters ein neues Renaissance-Schloss errichten. Im Jahr 1583 erlosch das Henneberger Geschlecht, und die Landgrafschaft Hessen-Kassel wurde Besitzer von Schloss Herrenbreitungen und dem Amt Herrenbreitungen. Im Dreißigjährigen Krieg wurde das Schloss beschädigt, die originale Bausubstanz aus dem 16. Jahrhundert blieb aber in großen Teilen erhalten. Erhalten sind auch Teile der früheren Klostermauer und große Gutsgebäude. Das Schloss befindet sich seit 2007 in Privatbesitz und wird seither saniert. Einige Räume des Schlosses werden vom Verein Das Aktivmuseum – ländliches Brauchtum genutzt, der auch die benachbarte Basilika sowie den gepflegten Kräutergarten betreut.
- Romanische Basilika

Die Basilika wurde als Klosterkirche der Benediktinermönche 1112 geweiht. Der Bau aus Sandstein in romanischem Stil war eine kreuzförmige Basilika mit dreischiffigem Langhaus, Querschiff und einem Chorraum, dessen drei Schiffe in Apsiden endeten. Im Dreißigjährigen Krieg wurde die Basilika stark beschädigt. Die Apsiden konnten nicht gerettet werden, die nach 1660 unter Ausschluss der Apsiden neu erbaute Ostwand des Chores verhinderte jedoch die völlige Zerstörung des Bauwerks, deren romanischer Innenraum bis heute erhalten blieb. Der in den 1990er Jahren sanierte Bau dient als Ausstellungs- und Konzertraum sowie als Außenstelle des Standesamtes Breitungen. Der 28 Meter hohe Turm ist das Wahrzeichen der Gemeinde Breitungen.
- Rußwurmsches Herrenhaus
- Michaelskirche
- Marienkirche
- 240-jährige Wassermühle
- Kapelle

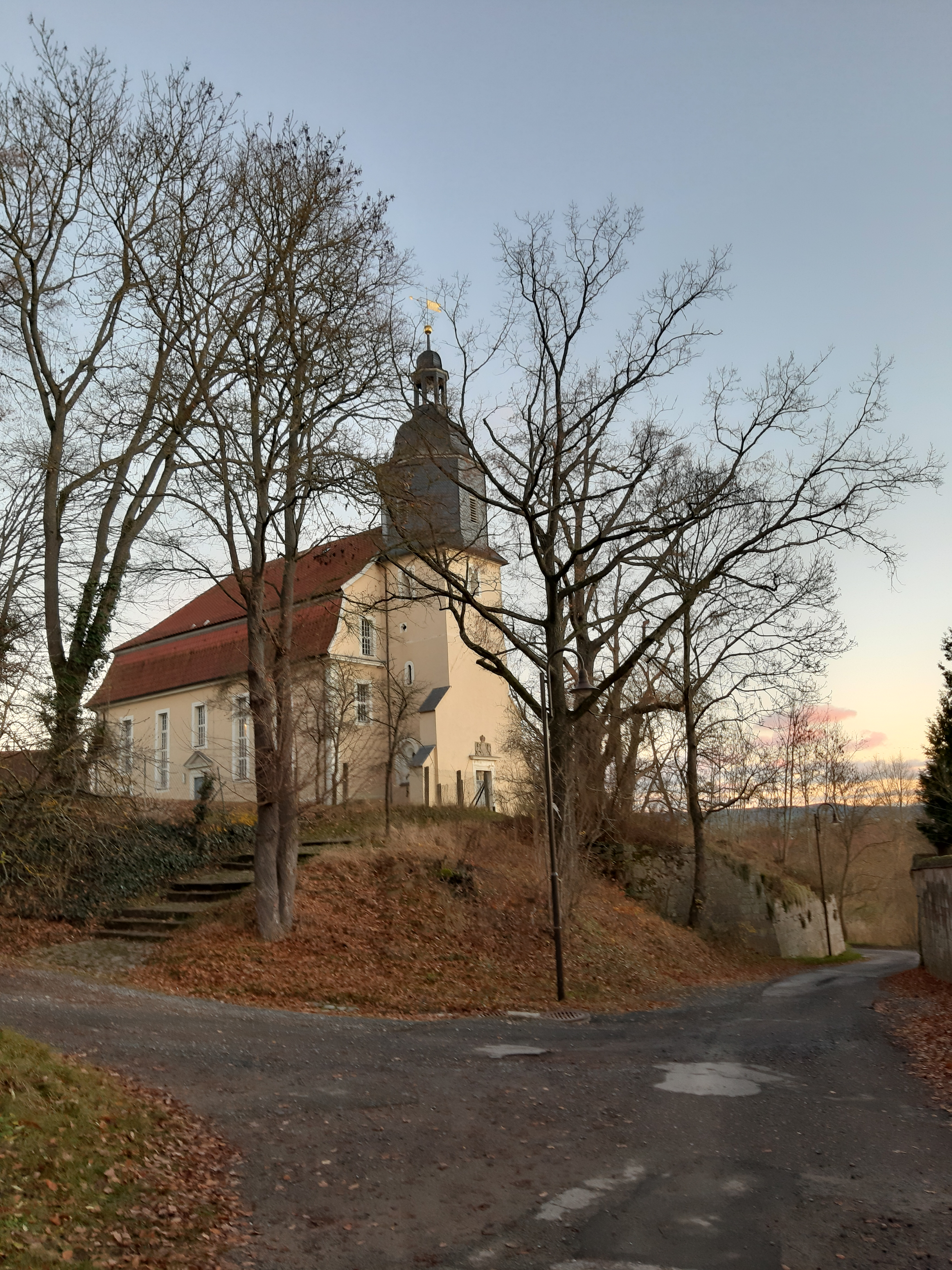
Michaeliskirche auf dem Burghügel Herrenbreitungen

- Kamin des ehemaligen Heizkraftwerks (Lage: 50° 45′ 29,4″ N, 010° 18′ 54,3″ O)

Der Schornstein, der mit einer Höhe von 204 Metern zu den höchsten Bauwerken in Thüringen zählte, wurde mit dem Abbruch des Heizkraftwerkes am 6. August 2005 gesprengt.
- Aussichtsturm auf dem Pleß, 1999 errichtet mit Aussichtsplattform und Rundblick über Thüringer Wald, Thüringer Rhön, Wartburg und Wasserkuppe
- Fachwerkensemble am Marktplatz aus dem 17. Jahrhundert

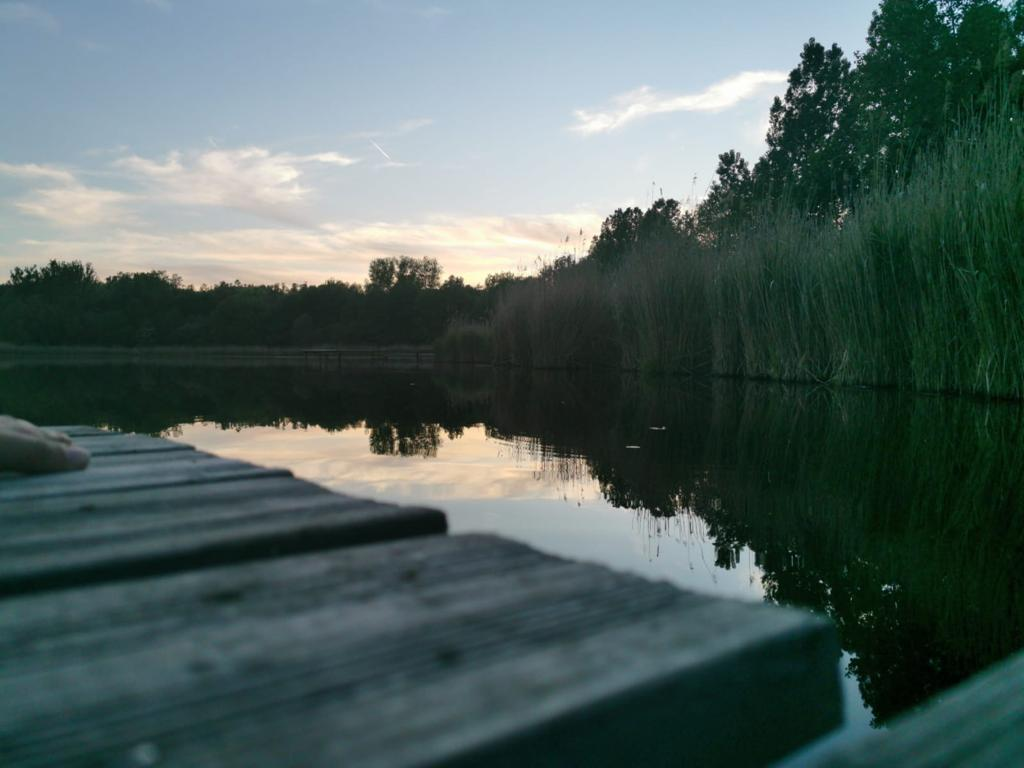
Breitunger See

- Der Sachsenstein auf dem Pleß

### Naturdenkmäler und Naturschutzgebiete
- Hausberg Pleß mit Aussichtsturm
- Breitunger Seen[7]

### Sport
- Das im Juni 1976 errichtete Sportzentrum Breitungen wurde im Jahre 1996 um einen Tribünenbereich erweitert, damit bei größeren Sportveranstaltungen genügend Zuschauer Platz finden.
- Durch Breitungen führt der Werratal-Radweg.
- In der Gemeinde gibt es einen Badestrand mit Minigolfanlage, Beachvolleyballplätzen sowie Caravan- und Campingstellflächen.
- Die Fußballmannschaft FSV Rot-Weiß Breitungen spielt gegenwärtig in der achtklassigen Kreisoberliga Rhön-Rennsteig.
- Die HSG Werratal bestreitet in der Thüringenliga ihre Spiele.

### Regelmäßige Veranstaltungen
- Ochsenfest der Freiwilligen Feuerwehr – am Gerätehaus – jährlich am Pfingstmontag
- Minigolf-Meisterschaften der Breitunger Vereine
- großes Straßenfest, jährlich im Juni, entlang Amtsstraße oder im Dorfzentrum
- Young- and Oldtimertreffen am Feuerwehrhaus
- Pleßlauf, jährlich im August
- größtes Riesenkürbisfest Thüringens, jährlich Anfang September
- Breitunger Kirmes, jährlich Ende September/Anfang Oktober
- Breitunger Sternenmarkt – Weihnachtsmarkt, jährlich am 3. Advent

## Wirtschaft und Infrastruktur

### Wirtschaft
Die Wirtschaftsstruktur der Gemeinde wird durch kleinere mittelständische Unternehmen und Kleingewerbe bestimmt. Es sind zwei Gewerbegebiete ausgewiesen, und zwar das Gewerbegebiet Nord (ca. 31 Hektar) und das Gewerbegebiet West (ca. 8 Hektar). Daneben gibt es das als Mischgebiet ausgewiesene, 1994 errichtete Dorfzentrum Schafwerra (ca. 4 Hektar) mit zahlreichen Dienstleistungseinrichtungen.

### Ansässige Unternehmen
- ANC netcontrol GmbH
- Elektrobau GmbH Breitungen
- Kunststofftechnik Breitungen GmbH & Co.KG (ehem. Zahn GmbH)
- Leuchtstoffwerk Breitungen GmbH
- Roese Energietechnik GmbH
- Apothekenrechenzentrum Wünsch GmbH

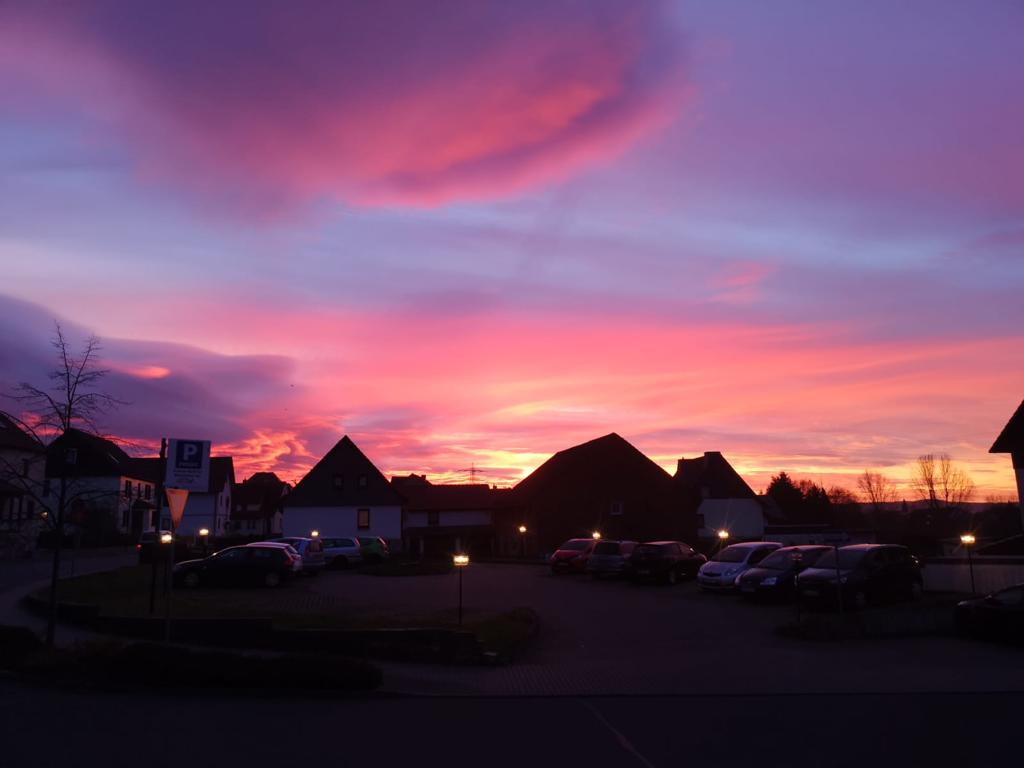
Breitungen bei Sonnenaufgang

- Autohaus Breitungen Gbr
- WIS Kunststoffe GmbH

### Bildung
In Breitungen befindet sich eine Regelschule und es gibt eine Bibliothek mit ca. 10.000 Medieneinheiten. Die Gemeinde Breitungen besitzt eine Kindertagesstätte, die sich in Trägerschaft des Kinder- und Jugenddorfes Regenbogen e. V. Zella-Mehlis befindet. Die Einrichtung ist ein Regelkindergarten mit einer Kapazität von bis zu 200 Plätzen für Kinder im Alter von 1 Jahr bis zum Schuleintritt.

### Verkehr
Die früher durch Breitungen in Nord-Süd-Richtung führende Bundesstraße 19 wurde schon Anfang der 1990er Jahre durch den Bau einer Ortsumgehung nördlich des Ortes vorbeigeführt. Beim Bau der Umgehung wurde auf eine vor dem Zweiten Weltkrieg als Strecke 85 der Reichsautobahn begonnene Trasse zurückgegriffen.
Breitungen besitzt einen Haltepunkt an der Werrabahn von Eisenach nach Meiningen, von wo in jede Richtung stündlich Züge der Süd-Thüringen-Bahn verkehren.

## Söhne und Töchter der Gemeinde
- Günter Baumann (* 1932), Endurosportler
- Tamara Danz (1952–1996), Sängerin und Frontfrau der Band Silly[9]
- Karl-Heinz Gläser (1948–2022), Fußballschiedsrichter